# HIP 14810
HIP 14810 (BD +20° 518) ist ein Hauptreihenstern der Spektralklasse G5. Seine Masse liegt bei etwa einer Sonnenmasse.

## Planeten
Der Stern wird von  drei bestätigten extrasolaren Planeten umkreist.

### HIP 14810 b
HIP 14810 b umkreist den Zentralstern alle 6,674 Tage in einer Entfernung von ca. 0,0692 Astronomischen Einheiten bei einer Exzentrizität von 0,15 und hat eine Mindestmasse von ca. 3,8 Jupitermassen.

### HIP 14810 c
HIP 14810 c umkreist den Zentralstern alle 113,83 Tage in einer Entfernung von ca. 0,46 Astronomischen Einheiten bei einer Exzentrizität von 0,15 und hat eine Mindestmasse von ca. 10 Jupitermassen.

### HIP 14810 d
HIP 14810 d umkreist den Zentralstern alle 2,5 Jahre in einer Entfernung von ca. 1,9 Astronomischen Einheiten bei einer Exzentrizität von 0,17 und hat eine Mindestmasse von 0,6 Jupitermassen.